# Абдерразак Хаїрі
Абдерразак Хаїрі (араб. عبد الرزاق خيري, нар. 20 листопада 1962, Рабат) — марокканський футболіст, що грав на позиції півзахисника, зокрема за клуб ФАР (Рабат) та національну збірну Марокко.
По завершенні ігрової кар'єри — тренер.

## Клубна кар'єра
У дорослому футболі дебютував 1982 року виступами за команду ФАР (Рабат), в якій провів тринадцять сезонів.
Протягом 1995—1996 років грав в Омані, де захищав кольори «Ас-Сувайка», а завершив ігрову кар'єру на батьківщині у команді «Якуб Аль-Мансур», за яку виступав протягом 1996—1997 років.

## Виступи за збірну
1986 року дебютував в офіційних матчах у складі національної збірної Марокко.
У складі збірної був учасником чемпіонату світу 1986 року в Мексиці, Кубка африканських націй 1986 року в Єгипті та Кубка африканських націй 1988 року в Марокко.
Загалом протягом кар'єри у національній команді, яка тривала 4 роки, провів у її формі 6 матчів, забивши 3 голи.

## Кар'єра тренера
По завершенні ігрової кар'єри перейшов на тренерську роботу. Працював з низкою марокканських футбольних команд, наразі останньою з яких була «Відад» (Фес), головним тренером якої Абдерразак Хаїрі був з 2008 по 2009 рік.